# Джира, Майкл
Майкл Рольф Джира́ (англ. Michael Rolfe Gira; 19 февраля 1954) — американский музыкант, писатель, художник.
Единственный постоянный участник группы Swans, также является владельцем основанного в 1990 году инди-лейбла Young God Records.

## Биография
Родился в Лос-Анджелесе в 1954 году, некоторое время путешествовал по Европе, будучи подростком был арестован в Израиле за продажу наркотиков. Провел в тюрьме четыре с половиной месяца, после чего вернулся в Америку.
По возвращении в Лос-Анджелес занялся музыкой и поступил в художественное училище.
В 1979 году переехал в Нью-Йорк. Под влиянием No Wave сцены стал участником группы Circus Mort. Позднее, в 1982 году Джирой была создана группа Swans, просуществовавшая до 1997 года и заново собранная в январе 2010 года.

## Сольная карьера
После распада Swans, Майкл Джира занялся сольной карьерой, как под собственным именем, так и в качестве участника проектов The Body Lovers и Angels of Light.

## Прочая деятельность
Также известен в качестве писателя. В 1995 году выпустил сборник рассказов «Потребитель», содержащий множество шокирующих сцен, таких, как инцест, убийства, насилие.

## Сольная дискография
- 1988 — Shame, Humility, Revenge
- 1995 — Drainland
- 1999 — Jarboe Emergency Medical Fund
- 2000 — Somniloquist
- 2001 — What We Did
- 2001 — Solo Recording At Home
- 2002 — Living '02
- 2004 — I Am Singing To You From My Room
- 2006 — Songs for a Dog
- 2010 — I Am Not Insane